# 45e armée
La 45e armée soviétique (en russe : 45-я армия) est une unité militaire de l'Armée rouge qui a combattu durant la Grande Guerre patriotique. 

## Commandement
- Général de division Konstantin Baranov (juillet - octobre 1941)
- Colonel Andreï A. Kharitonov (octobre - décembre 1941)
- Général de division Vassili Novikov (décembre 1941 - avril 1942)
- Lieutenant-général Fiodor Remezov (avril 1942 - jusqu'à la fin de la guerre)